# Sarah Friedland
Sarah Friedland es una cineasta y coreógrafa estadounidense. Su largometraje de 2024, Familiar Touch, se estrenó en el 81 ° Festival Internacional de Cine de Venecia, donde ella ganó el premio a la mejor dirección en la sección Horizontes y la película ganó el León del Futuro Luigi de Laurentis a la mejor ópera prima.

## Trayectoria
Friedland estudió cultura y medios de comunicación en la Universidad de Brown, con especialización en danza. Se describe a sí misma como «trabajadora en la intersección de las imágenes en movimiento y los cuerpos en movimiento».
En 2009, la revista Independent Magazine la nombró «Top 10 Filmmakers to Watch» de ese año. En 2023, la revista Filmmaker Magazine la incluyó entre las «25 nuevas caras del cine independiente».
En 2014 coreografió un espectáculo de danza en directo, «After the Multiplex», tras el cual siguió incorporando danza en directo y experimental a sus películas. Entre los años 2017-2022, creó una trilogía de tres cortometrajes que exploran el movimiento en diferentes contextos, especialmente cómo pueden convertirse en danza y cómo se codifican con significado social y político. El primer cortometraje, Home Exercises, sigue a personas mayores en su día a día; el segundo, Drills, explora ejercicios de preparación en escuelas y lugares de trabajo, como ensayos de tiradores activos; y la última entrega, Trust Exercises, explora cómo los ejercicios corporativos de creación de equipos se relacionan con la teoría de juegos.
El largometraje de 2024, Familiar Touch, tuvo su estreno mundial en el 81º Festival Internacional de Cine de Venecia el 3 de septiembre de 2024, en la sección Horizontes, donde Friedland ganó el premio Luigi de Laurentiis a la mejor ópera prima, junto con el premio a la mejor dirección. La protagonista Kathleen Chalfant ganó el premio a la Mejor Actriz. En su discurso de aceptación del premio, Friedland hizo una declaración: “Como artista judía estadounidense que trabaja en un medio basado en el tiempo, debo señalar que estoy aceptando este premio en el día 336 del genocidio israelí en Gaza y el año 76 de la ocupación. Creo que es nuestra responsabilidad como cineastas utilizar las plataformas institucionales a través de las cuales trabajamos para corregir la impunidad de Israel en la escena mundial. Me solidarizo con el pueblo palestino y su lucha por la liberación.
Familiar Touch trata sobre una octogenaria que padece demencia y está haciendo la transición a un centro asistencial. Para rodar la película, Friedland organizó un taller en un centro asistencial de Pasadena, Villa Gardens. Los residentes hicieron sus propias películas biográficas, y solo después de que todos se hubieran sumergido en la experiencia, se convirtieron en el reparto y el equipo del largometraje. Aunque la película trata sobre la demencia, Friedland no filmó a los residentes en el ala de cuidados de la memoria de la comunidad, debido a consideraciones éticas sobre su capacidad para dar su consentimiento, por lo que algunos papeles (incluido el principal) fueron interpretados por actores profesionales.

## Obras
| Año  | Título          | Comentarios                                                      |
| ---- | --------------- | ---------------------------------------------------------------- |
| 2024 | Familiar Touch  | Característica                                                   |
| 2024 | Social Guidance | Instalación de vídeo de 4 canales                                |
| 2022 | A Body          | Instalación de vídeo de dos canales, colaboración con Eiko Otake |
| 2022 | Trust Exercises | Cortometraje híbrido documental/experimental                     |
| 2020 | Drills          | Cortometraje híbrido documental/experimental                     |
| 2019 | Crowds          | Instalación de vídeo de 3 canales                                |
| 2017 | Home Exercises  | Cortometraje híbrido documental/experimental                     |
| 2016 | Swimminghole    | Vídeo musical                                                    |

## Premios
- Nominada al premio Venice Horizons 2024 a la mejor película por Family Touch.
- Ganadora del premio Luigi De Laurentiis 2024 a la mejor ópera prima por Family Touch.
- Ganadora del premio Venice Horizons 2024 a la mejor dirección por Family Touch.